# Visions of Atlantis
Visions of Atlantis est un groupe de metal symphonique autrichien originaire du Land de Styrie. Le groupe, formé en 2000, alterne une voix de soprano et une voix masculine. Pendant l’été 2001, le groupe signe un contrat avec le label allemand TTS Media Music/ Black Arrow Productions, puis enregistre son premier album intitulé Eternal Endless Infinity, qui sort au courant de l’été 2002. Leur deuxième album, Cast Away, est publié en novembre 2004.
Visions of Atlantis stabilise sa formation et sort son troisième album, Trinity, le 28 mai 2007 en Europe, et le 7 juin aux États-Unis. Le quatrième album, intitulé Delta, est publié au début de 2011, suivi d'un cinquième album, Ethera, en 2013. Le 29 avril 2016, le groupe publie l'EP Old Routes - New Waters, qui regroupe les chansons préférées des fans issues de leurs trois premiers albums.

## Biographie

### Débuts (2000–2002)
Le groupe est formé en 2000, d'une fascination commune pour les mythes et légendes qui concernent l'Atlantide. C'est ainsi que Werner Fiedler, Mike Koren, Christian Stani et Chris Kamper décidèrent en août 2000 de travailler sur un concept inspiré des énigmes soulevées par ce mythe. Ils sont rejoints très peu de temps après par Nicole Bogner au chant. En décembre 2000, le groupe enregistre une première démo, intitulée Morning in Atlantis, qui est composée seulement de trois morceaux, suivie de leurs premiers concerts, notamment en première partie du groupe Edenbridge.
Continuant dans leur élan, au milieu de l’été 2001, le groupe signe un contrat avec le label allemand TTS Media Music/ Black Arrow Productions, puis enregistre son premier album intitulé Eternal Endless Infinity, qui sort au courant de l’été 2002. Visions of Atlantis tourne ensuite avec Katatonia, Finntroll, Edenbridge et Nightwish, et  participent à plusieurs festivals en Europe ainsi qu'en Corée du Sud et en Amérique latine.

### Cast AwayetTrinity(2003–2009)
Durant l’été 2003, Christian Stani et Chris Kamper quittent le groupe et sont remplacés par le chanteur Mario Plank et le claviériste Miro Holly. Le groupe signe alors un nouveau contrat avec Napalm Records. En 2004, Visions of Atlantis participe de nouveau à de nombreux festivals en Europe, partageant l’affiche de groupes tels que Helloween et Stratovarius. Leur deuxième album, Cast Away, est publié en novembre 2004. Leur nouveau label remasterise également leur premier album, qui ressort avec une nouvelle pochette. Nicole Bogner quitte le groupe en 2005 pour des raisons personnelles et est remplacée par Melissa Ferlaak, alors que Werner Fiedler est remplacé par Wolfgang Koch. Miro Holly quitte le groupe peu après et c’est désormais Martin Harb, qui avait déjà joué avec le groupe lors de leur tournée en 2003, qui le remplace aux claviers. Ils repartent donc en tournée en 2006 pour leur Romantic Darkness Tour avec Xandria, puis jouent aux Summer Breeze Open Air Festival et au Dokkém Open Air puis partent en tournée en Chine.
Visions of Atlantis trouve sa formation définitive, et sort son troisième album, Trinity, le 28 mai 2007 en Europe, et le 7 juin aux États-Unis. La couverture de ce dernier est réalisée par Anthony Clarksson et cet album s'intitule Trinity. Ils vont également entamer une longue tournée notamment aux États-Unis, pays d'origine de Melissa. À la fin de 2007, Melissa Ferlaak (chant) et Wolfgang Koch (guitare) quittent le groupe. Werner Fiedler, ancien guitariste du groupe, fait alors son retour au sein de Visions of Atlantis. Le 1er février 2009, le groupe annonce sa nouvelle chanteuse Joanna Nieniewska qui prend la relève de l'ancienne chanteuse Melissa Ferlaak.

### DeltaetEthera(2010-2013)

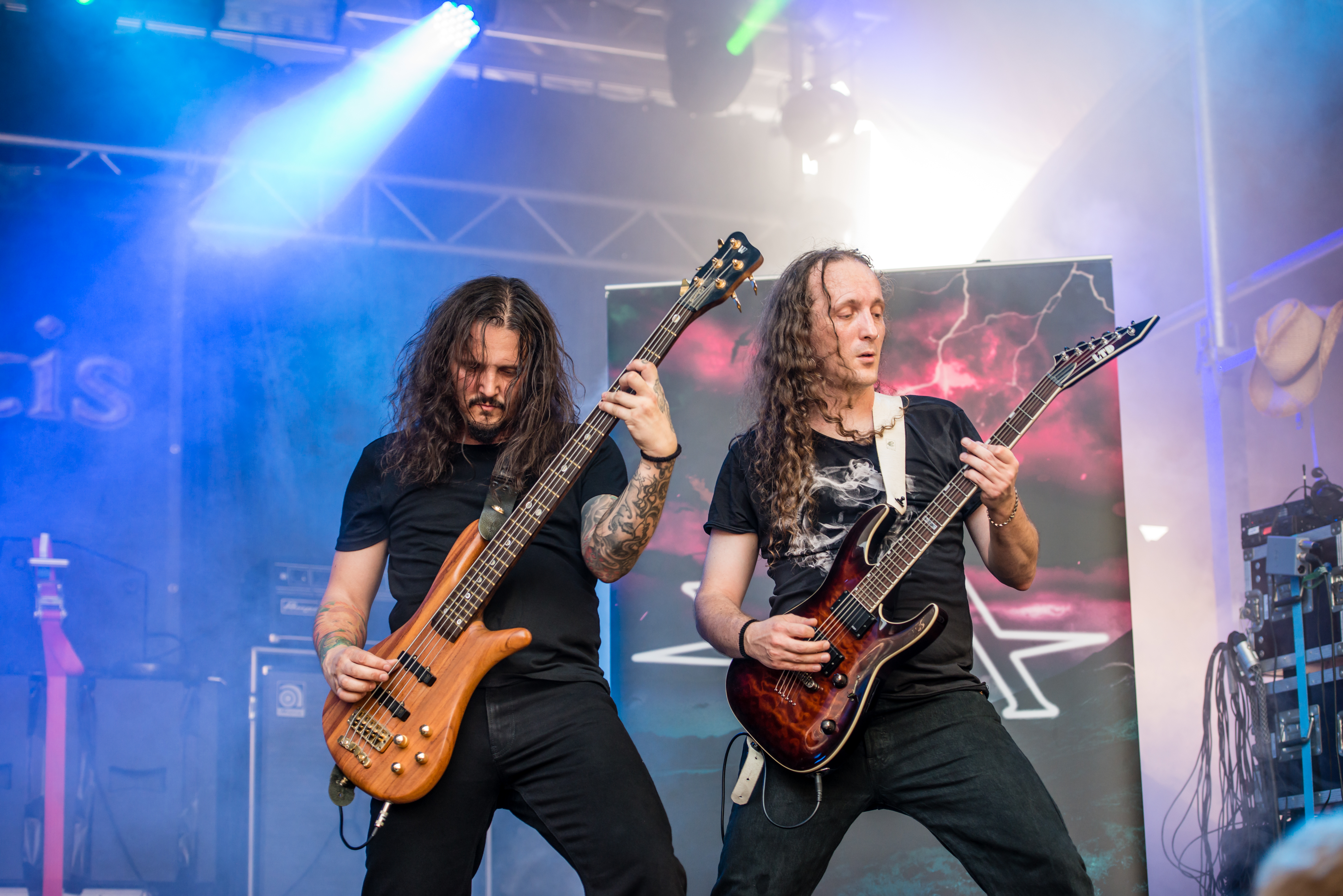
Visions of Atlantis en 2015.

En juillet 2009, Maxi Nil prend la relève de Joanna Nienniewska. En mars 2010, le groupe annonce son entrée aux Dreamscape Studios de Munich pour l'enregistrement d'un quatrième album prévu pour fin 2010. L'album, intitulé Delta, est finalement publié au début de 2011 au label Napalm Records. Il sort le 23 février en Espagne, en Finlande et en Suède ; le 25 février en Allemagne, en Autriche, en Suisse, en Italie et au Benelux ; le 28 février dansl e reste de l'Europe ; et le 15 mars aux États-Unis et au Canada. Avant la sortie de l'album, le groupe publie le clip de la chanson New Dawn.
Au début de 2012, l'ancienne chanteuse du groupe, Nicole Bogner, meurt à l'âge de 27 ans d'une grave maladie contre laquelle est s'est battue pendant une « longue période ». En 2013 sort leur cinquième album, Ethera, toujours au label Napalm Records.

### The Deep & The Dark et Wanderers(depuis 2013)
Le 6 décembre 2013, Thomas Caser reforme entièrement le groupe avec l'arrivée au chant de Clémentine Delauney (ex-Whyzdom, Serenity, Melted Space) et de Siegfried Samer (Dragony) et de Werner Fiedler (guitare), ainsi que le retour de Chris Kamper (claviers) et Michael Koren (basse).
Le 29 avril 2016, le groupe publie l'EP Old Routes - New Waters, qui regroupe les chansons préférées des fans issues de leurs trois premiers albums. L'EP est enregistré, mixé et masterisé par Frank Pitters au Silverlinemusic de Vienne, et publié chez Napalm Records.

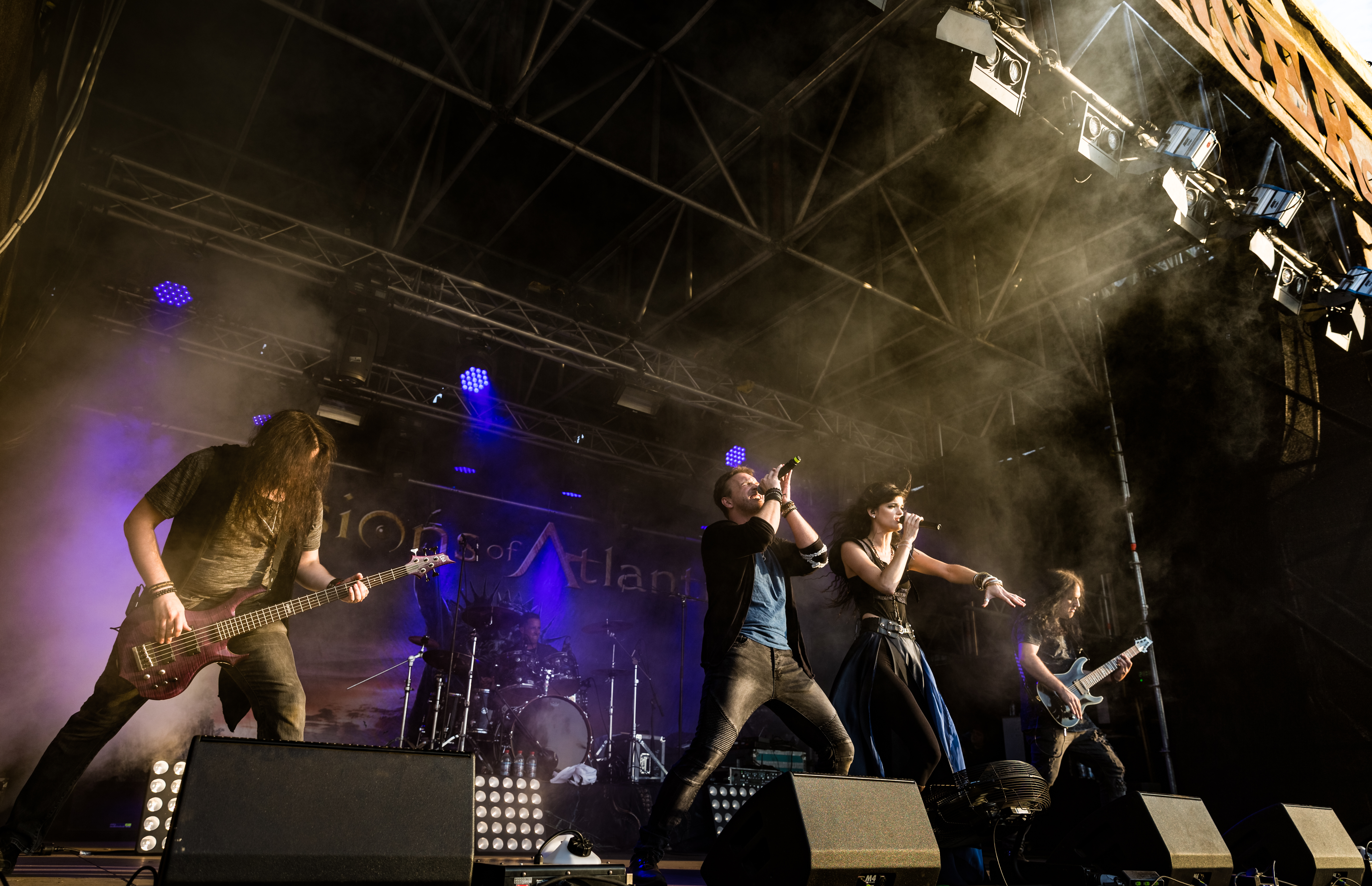
Le groupe au Wacken Open Air en 2018

En 2017, le groupe perd Werner Fiedler (guitare), Chris Kamper (claviers) et Michael Koren (basse) mais Herbert Glos (Dragony, basse) et Christian Douscha (guitare) viennent regonfler le groupe. Toutefois, le groupe ne compte pas de nouveau synthé. La nouvelle line-up passe en studio fin 2017 pour sortir l'album The Deep & The Dark le 16 février 2018.
Après de longues tournées avec Serenity et Kamelot ainsi que sur plusieurs festivals en 2018, le groupe sort son premier album live The Deep & The Dark Live @ Symphonic Metal Nights le 16 février 2019, présentant au public le nouveau chanteur Michele Guaitoli (du groupe symphonique de métal italien Temperance (en)) partageant le rôle principal avec Siegfried Samer ; Guaitoli remplace définitivement Samer à la fin de la tournée Symphonic Metal Nights IV de 2018.
Le groupe a ensuite annoncé le 1er juillet 2019 que son septième album Wanderers sortira le 30 août 2019 via Napalm Records. L’album mettra à nouveau en vedette Clémentine Delauney et Michele Guaitoli partageant leurs tâches vocales.
Lors du confinement causé par la Covid-19, le groupe sort le 30 mars 2020 une version acoustique de leur chanson Nothing Last Forever.

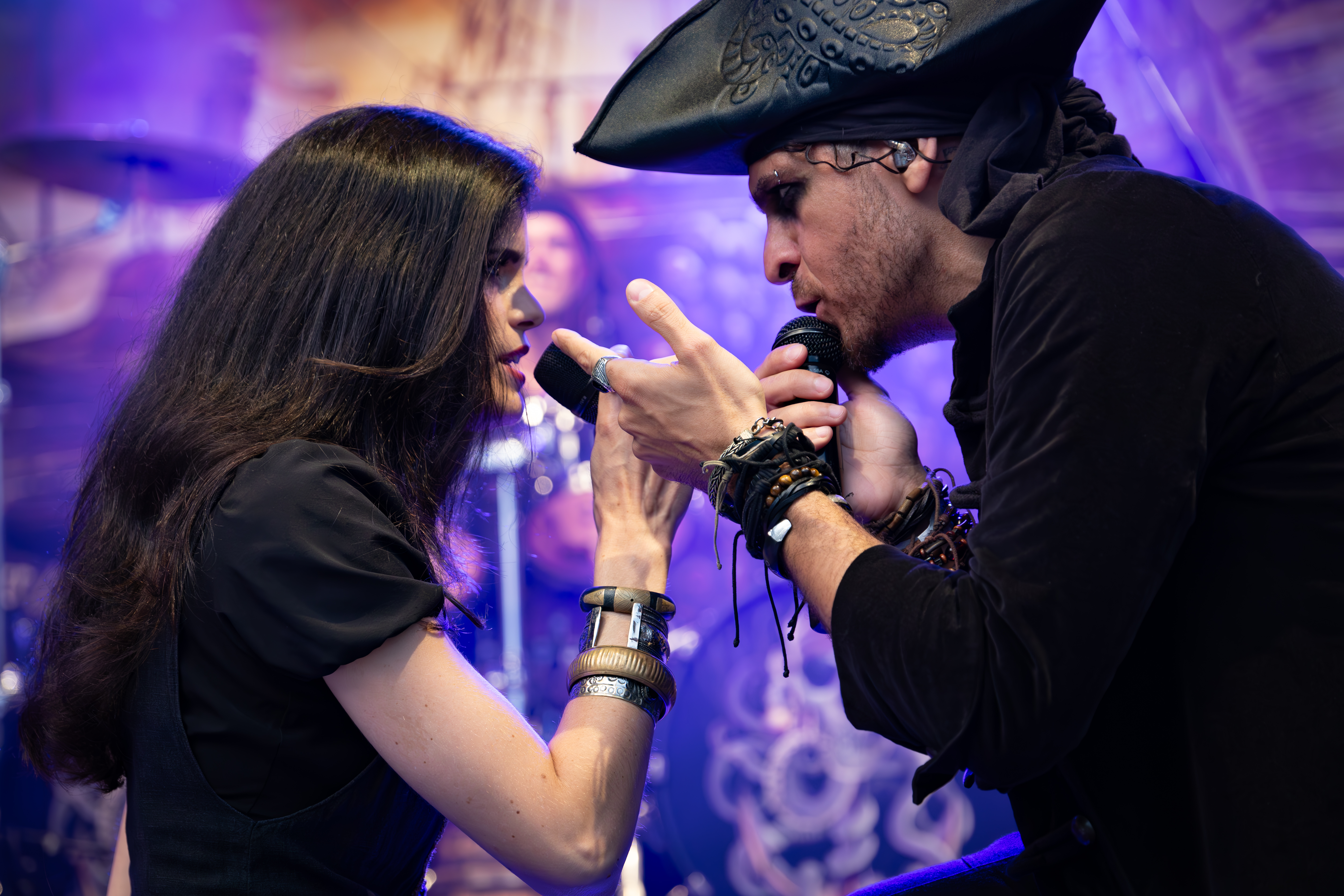
Clémentine Delauney et Michele Guaitoli au Metalacker Festival en 2023

En 2021, le groupe voit son single A Life Of Our Own devenir disque d'or en Tchéquie, il s'agit de leur toute première récompense.
Début 2022, sort l’album Pirates, toujours porté par les deux chanteurs du groupe. En mars 2023, le groupe sort un album live enregistré en 2022 au Wacken Open Air festival.

## Membres

### Membres actuels
- Christian Douscha - guitare (depuis 2017)
- Clémentine Delauney - chant (depuis 2013)
- Michele Guaitoli - chant (depuis 2018)
- Thomas Caser - batterie (depuis 2000)
- Herbert Glos - basse (depuis 2017)

### Anciens membres
- Joanna Nieniewska - chant (2009)
- Melissa Ferlaak - chant (2005-2007)
- Wolfgang « Wops » Koch - guitare (2005-2007)
- Miro Holly - synthétiseur (2003-2006)
- Nicole Bogner (†) - chant (2000-2005)
- Christian Stani - chant (2000-2003)
- Maxi Nil - chant (2009-2013)
- Mario Plank - chant (2003-2013)
- Martin Harb - synthétiseur (2006-2013)
- Mario Lochert - basse (2010-2013)
- Chris Kamper - synthétiseur (2000-2003, 2013-2017)
- Werner Fiedler - guitares (2000-2005, 2007-2013, 2014-2017)
- Michael Koren - basse (2000-2009, 2013-2017)
- Siegfried Samer - chant (2013-2018)

## Discographie

### Albums studio
- 2002 : Eternal Endless Infinity
- 2004 : Cast Away
- 2007 : Trinity
- 2011 : Delta
- 2013 : Ethera
- 2018 : The Deep & The Dark
- 2019 : Wanderers
- 2022 : Pirates
- 2024 : Pirates 2 : Armada

### Démo
- 2000 : Morning in Atlantis

### EPs
- 2011 : Maria Magdalena
- 2016 : Old Routes - New Waters

### Albums live
- The Deep & The Dark @Symphonic Metal Night
- A Symphonic Journey to Remember
- Pirates over Wacken (enregistré en 2022 au Wacken Open Air Festival)

### Apparitions d'invités
- 2024 - The Riddle (sur Herzblut) par d'Artagnan

## Vidéographie
- 2004 : Lost, tiré de Cast Away (clip)
- 2011 : New Dawn, tiré de Delta (clip)
- 2016 : Winternight, tiré de Old Routes - New Waters, réalisé par Patric Ullaeus (clip)
- 2018 : The Silent Mutiny, tiré de The Deep & The Dark (clip)
- 2018 : The Deep & the Dark, tiré de The Deep & The Dark (clip)
- 2018 : The Last Home, tiré de The Deep & The Dark (clip)
- 2019 : A Journey to Remember, tiré de Wanderers (clip)
- 2019 : Nothing Lasts Forever, tiré de Wanderers (clip)

## Anecdotes
La chanson de Visions of Atlantis Lemuria tirée de l'album Cast Away a été partiellement utilisée comme chanson officielle par les organisateurs des Championnats du monde d'athlétisme en 2011 à Daegu pour le début de la cérémonies de remise des médailles. Le titre The Deep & The Dark a également été entendu comme bande-annonce de la série Game of Thrones sur RTL ZWEI.
La chanteuse Clémentine Delauney a un caméo dans le jeu Metal Heroes - and the Fate of Rock en tant que page girl.
Thomas Caser est l'un des directeurs généraux du label autrichien Napalm Records  et a également joué de la batterie pour le groupe de pop-rock autrichien Josh Mars.